# Föreningen för kvinnans politiska rösträtt i Malmö

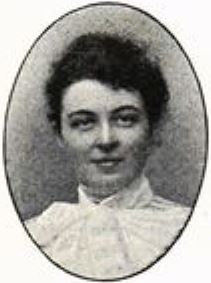
Malin Wester-Hallberg.

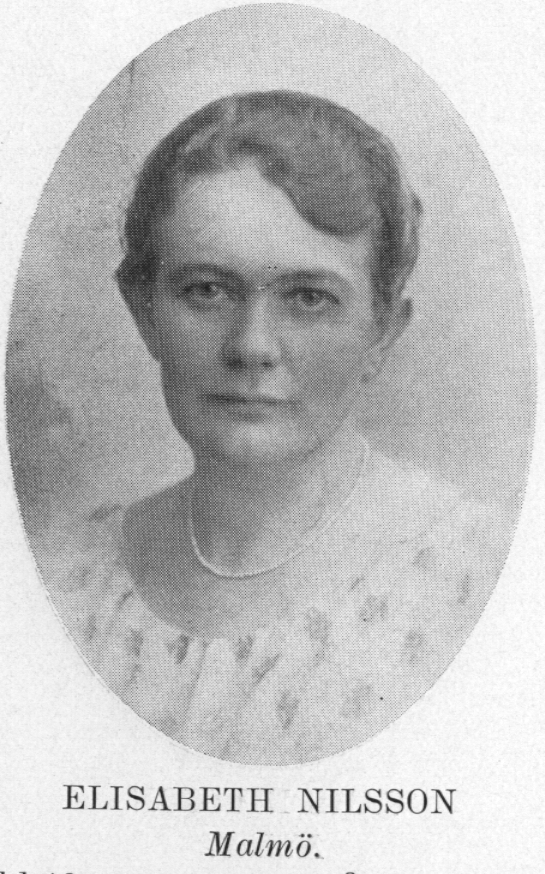
Elisabeth Nilsson.

Föreningen för kvinnans politiska rösträtt i Malmö, även kallad Malmöföreningen för kvinnans politiska rösträtt, var Malmös lokalförening inom Landsföreningen för kvinnans politiska rösträtt (LKPR). Föreningen var verksam lokalt i Malmö 21 april 1903 – 1921 och arbetade för införandet av kvinnors rösträtt i Sverige.

## Historik
Föreningen grundades formellt den 21 april 1903. Redan någon månad tidigare hade dock, i anslutning till ett föredrag av Ann Margret Holmgren, en första interimsstyrelse tillsatts bestående av Sofia Holmgren, Stina Hellgren, Siri Lundquist, Anna Wallengren och en fröken Eskilsson.
Bland aktiviteterna fanns föredrag, samkväm, insamling av medel, förhandlingar om samarbete med andra organisationer, och uppmuntrade kvinnor att delta i lokalvalen. 
År 1908 var föreningen den sjätte största lokalföreningen av LKPR, med ett medlemsantal på 243 personer: Stockholm hade 2.073, Göteborg 607, Gävle 265 Norrköping 260 och Falun 250.
1908 rapporterades följande: 
"På förslag av styrelsen beslöt föreningen att ingå till Fredrika-Bremerförbundskretsen Malmö—Lund med omnejd med förfrågan, om kretsen vore villig att i förening med F. K- P. Runder hösten anordna kurser i samhällslära. Ungefär samtidigt inkom F. K- P- R. i Lund med samma erbjud-ande till Fredrika Bremer-förbundskretsen. Sedan förbundskretsen antagit anbudet om samarbete, tillsattes ett gemensamt arbetsutskott, bestående av 2 medlemmar från vardera rösträttsföreningen samt 4 från Fredrika-Bremerförbundskretsen, vilket uppgjorde program och anskaffade föreläs-are. Kurserna ha omfattats med livligt intresse av såväl föreningsmedlemmar som utomstående. Antalet deltagare har i Malmö uppgått till 352. Säkert ha dessa kurser mycket bidragit till att kvinnorna mera än hittills deltagit i höstens stadsfullmäktigeval.".
1916 deltog föreningens medlemmar i Kvinnornas uppbåd, och en lokalavdelning av Männens förening för kvinnans politiska rösträtt bildades, något som i övrigt bara skedde i Kristianstad.
Kvinnlig rösträtt accepterades av riksdagen 1919 och genomfördes 1921, vilket medförde att både landsföreningen och alla dess lokalföreningar upphörde mellan 1919 och 1921.

## Ordförande
- Stina Hellgren, 1904–1908 (första gången)
- Malin Wester-Hallberg, 1908–1910
- Stina Hellgren, 1910–1913 (andra gången)
- Naemi Uddenberg, 1913–1917
- Elisabeth Nilsson, 1917–1921